# Người ấy là ai (mùa 4)
Mùa thứ tư của chương trình Người ấy là ai do Đài Truyền hình Thành phố Hồ Chí Minh và công ty Vie Channel phối hợp thực hiện, được phát sóng trên kênh HTV2 - Vie Channel, Vie GIẢITRÍ - VTVCab 1 từ ngày 20 tháng 5 năm 2022 đến ngày 19 tháng 8 năm 2022.
Mùa này có nhiều sự thay đổi lớn khi cố vấn cố định là Minh Tú thay vì Hương Giang như ba mùa trước đó. Bên cạnh đó, sân khấu cũng được thiết kế lại hoàn toàn, bảng tên "Giới tính thứ 3" từ những mùa trước đã được đổi thành bảng tên "LGBT".

## Lịch sử
Sau thành công của ba mùa trước đó, khán giả luôn mong chờ sự trở lại của mùa 4 của chương trình. Tháng 8 năm 2021, fanpage của chương trình đã đăng tải thông báo tuyển sinh người chơi cho mùa 4. Nhiều người bày tỏ sự thích thú, hào hứng khi chương trình trở lại, đồng thời mong chờ sự trở lại của Hương Giang, bất chấp những vấn đề mà cô gặp phải khi tham gia các chương trình truyền hình gần đây.
Các đợt casting cho mùa 4 đã được tổ chức vào đầu tháng 1 năm 2022 tại thành phố Hồ Chí Minh và đầu tháng 3 tại Hà Nội. Trên fanpage của chương trình, khi bài viết "Bạn muốn có sự thay đổi gì ở Người ấy là ai? mùa 4?" được đăng tải, nhiều khán giả đã để lại bình luận đóng góp ý kiến cho chương trình. Tiếp thu ý kiến của khán giả, ban tổ chức nâng độ tuổi tham gia lên từ 18 đến 40 tuổi, đồng thời có thêm nhiều nhân vật mới nhằm tạo ra nhiều sự hấp dẫn và bất ngờ cho người xem.
Đầu tháng 4 năm 2022, mạng xã hội đưa tin Minh Tú sẽ thay thế Hương Giang ở mùa này, đồng thời một số hình ảnh về hậu trường ghi hình chương trình Người ấy là ai mùa 4 đã được chia sẻ trên các diễn đàn mạng xã hội.
Đầu tháng 5, chương trình chính thức thông báo sẽ trở lại trong tháng 5 năm 2022. Tiếp nối thành công của những mùa trước, chương trình công bố nhiều sự thay đổi, trong đó có sân khấu mới, nhiều nghệ sĩ khách mời lần đầu tham gia chương trình, và tấm bảng "Giới tính thứ 3" đã được đổi tên thành "LGBT". Ngày 13 tháng 5 năm 2022, chương trình ấn định ngày phát sóng tập đầu tiên của mùa 4 vào ngày 20 tháng 5 năm 2022.
Mùa thứ 4 của chương trình được công ty Vie Channel và VieON đồng sản xuất, được ghi hình từ tháng 4 năm 2022 tại phim trường.

## Phát sóng
Người ấy là ai mùa 4 lên sóng vào 19:30 trên ứng dụng VieON và 20:00 thứ 6 hàng tuần từ ngày 20 tháng 5 năm 2022 trên các kênh HTV2 - Vie Channel, Vie GIẢITRÍ - VTVCab 1. Các tập đã phát sóng của chương trình được công chiếu lúc 22:00 cùng ngày trên kênh YouTube chính thức của đơn vị sản xuất Vie Channel. Riêng tập 14 phát sóng vào ngày 19 tháng 8, lịch phát sóng của chương trình có sự thay đổi: 19:30 trên ứng dụng VieON, 21:00 trên kênh YouTube chính thức của nhà sản xuất và không phát sóng trên truyền hình.

## Tổng quan và luật chơi
Mỗi tập phát sóng có một người chơi là nữ chính và 5 chàng trai, hoặc nam chính và 5 cô gái. Họ sẽ trải qua ba vòng chơi để lựa chọn ra một người phù hợp cho nhân vật chính của tập đó. Cụ thể:

### Vòng 1
Từng ứng viên sẽ xuất hiện và giới thiệu về bản thân mình thông qua một đoạn clip ngắn. Sau khi giới thiệu xong, ban cố vấn sẽ đưa ra những nhận định về người đó và từng cố vấn sẽ cầm lên 1 chiếc bảng màu xanh lá cây, đỏ hoặc tím để dự đoán người ấy là người độc thân, đã có chủ hoặc thuộc giới LGBT. Khán giả tại trường quay sẽ dự đoán qua một ứng dụng trên điện thoại, kết quả dự đoán sẽ được hiển thị trên màn hình theo tỷ lệ phần trăm. Cuối vòng này, nhân vật chính sẽ phải loại đi một người mà mình cho là không phù hợp nhất.
Lưu ý: Các ứng viên không được phép nói trong suốt vòng này và vòng 2, trừ khi đã bị loại.

### Vòng 2
Sẽ có một trò chơi cho bốn ứng viên còn lại thể hiện đặc điểm của bản thân mình với sự hỗ trợ từ ban cố vấn. Kết thúc vòng chơi này, ban cố vấn và khán giả sẽ dự đoán về từng nhân vật (cách thức tương tự như vòng 1). Cuối vòng này, nhân vật chính sẽ phải tiếp tục loại đi một người mà cô ta cảm thấy không phù hợp nhất với mình.

### Vòng 3
Trong vòng chơi này, mỗi ứng viên còn lại sẽ có một hashtag của riêng mình. Đối với mỗi hashtag mà mỗi nhân vật cung cấp, ban cố vấn và người chơi sẽ có một thời gian để hỏi đáp người đó theo chủ đề tương ứng với hashtag. Chỉ tại thời điểm này trong vòng chơi, mỗi người mới có thể trả lời câu hỏi mà ban cố vấn đặt ra. Kết thúc các phiên hỏi đáp với các nhân vật, ban cố vấn sẽ tư vấn cho nhân vật chính để nhân vật chính có thể lựa chọn đúng nhân vật độc thân phù hợp.

### Giai đoạn quyết định
Các ứng viên sẽ quay trở lại sân khấu và mỗi người sẽ có một thời gian ngắn để thuyết phục nhân vật chính chọn mình. Khán giả trong trường quay sẽ bình chọn trên điện thoại cho người mà mình cho rằng sẽ là người mà nhân vật chính sẽ lựa chọn; kết quả bình chọn của khán giả sẽ được hiển thị trên màn hình dưới dạng phần trăm bình chọn.
Nhiệm vụ của nhân vật chính là phải lựa chọn một ứng viên duy nhất trong số ba người trên sân khấu bằng cách trao bó hoa do chương trình cung cấp tặng cho người mà người chơi muốn lựa chọn. Đây là khoảnh khắc quan trọng nhất trong chương trình này.

### Phần lộ diện
Các ứng viên bị loại ở vòng 1, 2 hoặc sau khi người chơi đưa ra quyết định của mình trong vòng 3 sẽ xuất hiện trong phần này bằng một tiết mục đã được chuẩn bị trước. Trước khi người đó bắt đầu tiết mục của mình, ban cố vấn và người chơi sẽ dự đoán rằng người ấy độc thân, đã có chủ hoặc thuộc giới LGBT (gần giống như vòng 1). Trong quá trình thực hiện tiết mục của mình, người đó phải cho khán giả biết rằng mình đã có chủ, độc thân hoặc thuộc giới LGBT. Đèn trong sân khấu cũng sẽ thay đổi dựa trên danh tính cuối cùng của người ấy, cụ thể đèn trong sân khấu sẽ chuyển thành:
- màu xanh lá cây, nếu người ấy độc thân;
- màu đỏ, nếu người ấy đã có chủ (tức là đã có vợ/người yêu);
- màu tím, nếu người ấy thuộc giới LGBT.

### Đối tượng tham gia
- Nhân vật chính: Những người phụ nữ/chàng trai đang còn độc thân và muốn đi tìm tình yêu cho bản thân.
- Các ứng viên: Những người độc thân, đã có vợ/chồng/người yêu hoặc thuộc giới LGBT.
- Ban bình luận, cố vấn: Các nghệ sĩ và nhân vật nổi tiếng, với cố vấn xuyên suốt là MC Trấn Thành và siêu mẫu Minh Tú (trừ các tập 5, 6, 7, 12)[e].

Các nhân vật chính và ứng viên tham dự chương trình đã được lựa chọn từ các buổi tuyển chọn diễn ra trước khi chương trình được ghi hình.

## Các tập phát sóng
Lưu ý: Những ứng viên được in đậm là ứng viên được nhân vật chính lựa chọn.
Màu sắc và ký hiệu sử dụng trong bảng:

     Đã có chủ

     Độc thân

     LGBT
(n): Đã từng tham gia, với n là tổng số lần tham gia
| Tập | Ngày phát sóng      | Nhân vật chính         | Ban cố vấn                                                   | Các ứng viên | Ghi chú | TK     |
| --- | ------------------- | ---------------------- | ------------------------------------------------------------ | ------------ | --- | ------ |
| 1   | 20 tháng 5 năm 2022 | Hoàng Học              | Minh Tú Lý Nhã Kỳ (2) Song Luân Đức Phúc (5)                 | Kim Khánh    | | [ 15 ] |
| 1   | 20 tháng 5 năm 2022 | Hoàng Học              | Minh Tú Lý Nhã Kỳ (2) Song Luân Đức Phúc (5)                 | Nhật Hoàng   | | [ 15 ] |
| 1   | 20 tháng 5 năm 2022 | Hoàng Học              | Minh Tú Lý Nhã Kỳ (2) Song Luân Đức Phúc (5)                 | Nguyễn Hồ    | | [ 15 ] |
| 1   | 20 tháng 5 năm 2022 | Hoàng Học              | Minh Tú Lý Nhã Kỳ (2) Song Luân Đức Phúc (5)                 | Đức Ngọc     | | [ 15 ] |
| 1   | 20 tháng 5 năm 2022 | Hoàng Học              | Minh Tú Lý Nhã Kỳ (2) Song Luân Đức Phúc (5)                 | Đại Nguyên   | | [ 15 ] |
| 2   | 27 tháng 5 năm 2022 | Thùy Linh              | Minh Tú Trọng Hiếu (2) Hari Won Matoom                       | Mạnh Tiến    | | [ 16 ] |
| 2   | 27 tháng 5 năm 2022 | Thùy Linh              | Minh Tú Trọng Hiếu (2) Hari Won Matoom                       | Hoàng Long   | | [ 16 ] |
| 2   | 27 tháng 5 năm 2022 | Thùy Linh              | Minh Tú Trọng Hiếu (2) Hari Won Matoom                       | Hải Nam      | | [ 16 ] |
| 2   | 27 tháng 5 năm 2022 | Thùy Linh              | Minh Tú Trọng Hiếu (2) Hari Won Matoom                       | Henry V. Bảo | | [ 16 ] |
| 2   | 27 tháng 5 năm 2022 | Thùy Linh              | Minh Tú Trọng Hiếu (2) Hari Won Matoom                       | Sang Lê      | | [ 16 ] |
| 3   | 3 tháng 6 năm 2022  | Kim Chi                | Minh Tú Trịnh Thăng Bình (3) BB Trần (5) Phương Lan (2)      | Thành Long   | Tuy không thể chọn đúng chàng trai độc thân, Kim Chi vẫn có cơ hội được lựa chọn lại khi hai chàng trai độc thân trong tập này quay trở lại sân khấu. Cô quyết định chọn Thành Long.                                 | [ 17 ] |
| 3   | 3 tháng 6 năm 2022  | Kim Chi                | Minh Tú Trịnh Thăng Bình (3) BB Trần (5) Phương Lan (2)      | Minh Thắng   | Tuy không thể chọn đúng chàng trai độc thân, Kim Chi vẫn có cơ hội được lựa chọn lại khi hai chàng trai độc thân trong tập này quay trở lại sân khấu. Cô quyết định chọn Thành Long.                                 | [ 17 ] |
| 3   | 3 tháng 6 năm 2022  | Kim Chi                | Minh Tú Trịnh Thăng Bình (3) BB Trần (5) Phương Lan (2)      | Bảo Sơn      | Tuy không thể chọn đúng chàng trai độc thân, Kim Chi vẫn có cơ hội được lựa chọn lại khi hai chàng trai độc thân trong tập này quay trở lại sân khấu. Cô quyết định chọn Thành Long.                                 | [ 17 ] |
| 3   | 3 tháng 6 năm 2022  | Kim Chi                | Minh Tú Trịnh Thăng Bình (3) BB Trần (5) Phương Lan (2)      | Minh Trường  | Tuy không thể chọn đúng chàng trai độc thân, Kim Chi vẫn có cơ hội được lựa chọn lại khi hai chàng trai độc thân trong tập này quay trở lại sân khấu. Cô quyết định chọn Thành Long.                                 | [ 17 ] |
| 3   | 3 tháng 6 năm 2022  | Kim Chi                | Minh Tú Trịnh Thăng Bình (3) BB Trần (5) Phương Lan (2)      | Khánh Nguyễn | Tuy không thể chọn đúng chàng trai độc thân, Kim Chi vẫn có cơ hội được lựa chọn lại khi hai chàng trai độc thân trong tập này quay trở lại sân khấu. Cô quyết định chọn Thành Long.                                 | [ 17 ] |
| 4   | 10 tháng 6 năm 2022 | Tuyết Kha              | Minh Tú Wowy Đoàn Di Băng Kiều Loan                          | Thông Hoàng  | | [ 18 ] |
| 4   | 10 tháng 6 năm 2022 | Tuyết Kha              | Minh Tú Wowy Đoàn Di Băng Kiều Loan                          | Trần Nghĩa   | | [ 18 ] |
| 4   | 10 tháng 6 năm 2022 | Tuyết Kha              | Minh Tú Wowy Đoàn Di Băng Kiều Loan                          | Adrian       | | [ 18 ] |
| 4   | 10 tháng 6 năm 2022 | Tuyết Kha              | Minh Tú Wowy Đoàn Di Băng Kiều Loan                          | Quang Hưng   | | [ 18 ] |
| 4   | 10 tháng 6 năm 2022 | Tuyết Kha              | Minh Tú Wowy Đoàn Di Băng Kiều Loan                          | Ilya         | | [ 18 ] |
| 5   | 17 tháng 6 năm 2022 | Amandine               | Thùy Tiên Bảo Thy (2) Mai Tiến Dũng (3) Hoàng Oanh (3)       | Nick         | | [ 19 ] |
| 5   | 17 tháng 6 năm 2022 | Amandine               | Thùy Tiên Bảo Thy (2) Mai Tiến Dũng (3) Hoàng Oanh (3)       | Công Sơn     | | [ 19 ] |
| 5   | 17 tháng 6 năm 2022 | Amandine               | Thùy Tiên Bảo Thy (2) Mai Tiến Dũng (3) Hoàng Oanh (3)       | Duy Minh     | | [ 19 ] |
| 5   | 17 tháng 6 năm 2022 | Amandine               | Thùy Tiên Bảo Thy (2) Mai Tiến Dũng (3) Hoàng Oanh (3)       | Việt Quang   | | [ 19 ] |
| 5   | 17 tháng 6 năm 2022 | Amandine               | Thùy Tiên Bảo Thy (2) Mai Tiến Dũng (3) Hoàng Oanh (3)       | Ngọc Hiếu    | | [ 19 ] |
| 6   | 24 tháng 6 năm 2022 | Quỳnh Nhi              | Hà Anh Kỳ Duyên Will (2) Minh Triệu                          | Quân Ngô     | | [ 20 ] |
| 6   | 24 tháng 6 năm 2022 | Quỳnh Nhi              | Hà Anh Kỳ Duyên Will (2) Minh Triệu                          | Dylan        | | [ 20 ] |
| 6   | 24 tháng 6 năm 2022 | Quỳnh Nhi              | Hà Anh Kỳ Duyên Will (2) Minh Triệu                          | Tiệp Nguyễn  | | [ 20 ] |
| 6   | 24 tháng 6 năm 2022 | Quỳnh Nhi              | Hà Anh Kỳ Duyên Will (2) Minh Triệu                          | Hoàng Dương  | | [ 20 ] |
| 6   | 24 tháng 6 năm 2022 | Quỳnh Nhi              | Hà Anh Kỳ Duyên Will (2) Minh Triệu                          | Việt Anh     | | [ 20 ] |
| 7   | 1 tháng 7 năm 2022  | Tú Trinh               | Gin Tuấn Kiệt (3) Jun Vũ Lâm Khánh Chi Võ Tấn Phát           | Huỳnh Tiến   | | [ 21 ] |
| 7   | 1 tháng 7 năm 2022  | Tú Trinh               | Gin Tuấn Kiệt (3) Jun Vũ Lâm Khánh Chi Võ Tấn Phát           | Ngọc Vũ      | | [ 21 ] |
| 7   | 1 tháng 7 năm 2022  | Tú Trinh               | Gin Tuấn Kiệt (3) Jun Vũ Lâm Khánh Chi Võ Tấn Phát           | Phạm Bão     | | [ 21 ] |
| 7   | 1 tháng 7 năm 2022  | Tú Trinh               | Gin Tuấn Kiệt (3) Jun Vũ Lâm Khánh Chi Võ Tấn Phát           | Anh Tuấn     | | [ 21 ] |
| 7   | 1 tháng 7 năm 2022  | Tú Trinh               | Gin Tuấn Kiệt (3) Jun Vũ Lâm Khánh Chi Võ Tấn Phát           | Karit        | | [ 21 ] |
| 8   | 8 tháng 7 năm 2022  | Lin Tiêu               | Minh Tú Khả Như (3) Lâm Vỹ Dạ (3) Quang Trung (3)            | Thái Hưng    | | [ 22 ] |
| 8   | 8 tháng 7 năm 2022  | Lin Tiêu               | Minh Tú Khả Như (3) Lâm Vỹ Dạ (3) Quang Trung (3)            | Thành Đạt    | | [ 22 ] |
| 8   | 8 tháng 7 năm 2022  | Lin Tiêu               | Minh Tú Khả Như (3) Lâm Vỹ Dạ (3) Quang Trung (3)            | Vũ Duy       | | [ 22 ] |
| 8   | 8 tháng 7 năm 2022  | Lin Tiêu               | Minh Tú Khả Như (3) Lâm Vỹ Dạ (3) Quang Trung (3)            | Thành Lĩnh   | | [ 22 ] |
| 8   | 8 tháng 7 năm 2022  | Lin Tiêu               | Minh Tú Khả Như (3) Lâm Vỹ Dạ (3) Quang Trung (3)            | Hữu Duy      | | [ 22 ] |
| 9   | 15 tháng 7 năm 2022 | Young Ju               | Minh Tú Matoom (2) Thùy Tiên (2) Hòa Minzy (3)               | Joe Lâm      | | [ 23 ] |
| 9   | 15 tháng 7 năm 2022 | Young Ju               | Minh Tú Matoom (2) Thùy Tiên (2) Hòa Minzy (3)               | Thunder      | | [ 23 ] |
| 9   | 15 tháng 7 năm 2022 | Young Ju               | Minh Tú Matoom (2) Thùy Tiên (2) Hòa Minzy (3)               | Minh Chiến   | | [ 23 ] |
| 9   | 15 tháng 7 năm 2022 | Young Ju               | Minh Tú Matoom (2) Thùy Tiên (2) Hòa Minzy (3)               | Ju Ho        | | [ 23 ] |
| 9   | 15 tháng 7 năm 2022 | Young Ju               | Minh Tú Matoom (2) Thùy Tiên (2) Hòa Minzy (3)               | Xuân Tài     | | [ 23 ] |
| 10  | 22 tháng 7 năm 2022 | Hồng Nhung             | Minh Tú Lê Dương Bảo Lâm (3) Lộ Lộ Quốc Khánh                | Eric Nguyễn  | | [ 24 ] |
| 10  | 22 tháng 7 năm 2022 | Hồng Nhung             | Minh Tú Lê Dương Bảo Lâm (3) Lộ Lộ Quốc Khánh                | Anh Huy      | | [ 24 ] |
| 10  | 22 tháng 7 năm 2022 | Hồng Nhung             | Minh Tú Lê Dương Bảo Lâm (3) Lộ Lộ Quốc Khánh                | Phi Hùng     | | [ 24 ] |
| 10  | 22 tháng 7 năm 2022 | Hồng Nhung             | Minh Tú Lê Dương Bảo Lâm (3) Lộ Lộ Quốc Khánh                | Vũ Phương    | | [ 24 ] |
| 10  | 22 tháng 7 năm 2022 | Hồng Nhung             | Minh Tú Lê Dương Bảo Lâm (3) Lộ Lộ Quốc Khánh                | Quốc Phong   | | [ 24 ] |
| 11  | 29 tháng 7 năm 2022 | Như Mỹ                 | Minh Tú Jun Phạm (2) Thùy Dung (3) Trung Quân                | Đại An       | | [ 25 ] |
| 11  | 29 tháng 7 năm 2022 | Như Mỹ                 | Minh Tú Jun Phạm (2) Thùy Dung (3) Trung Quân                | Sơn Nguyễn   | | [ 25 ] |
| 11  | 29 tháng 7 năm 2022 | Như Mỹ                 | Minh Tú Jun Phạm (2) Thùy Dung (3) Trung Quân                | Wukong       | | [ 25 ] |
| 11  | 29 tháng 7 năm 2022 | Như Mỹ                 | Minh Tú Jun Phạm (2) Thùy Dung (3) Trung Quân                | Giang Popper | | [ 25 ] |
| 11  | 29 tháng 7 năm 2022 | Như Mỹ                 | Minh Tú Jun Phạm (2) Thùy Dung (3) Trung Quân                | Thành Huy    | | [ 25 ] |
| 12  | 5 tháng 8 năm 2022  | Khánh Tiên             | Diễm My 9x Tuấn Trần (2) Liên Bỉnh Phát (2) Mạc Văn Khoa (4) | Mr. B        | | [ 26 ] |
| 12  | 5 tháng 8 năm 2022  | Khánh Tiên             | Diễm My 9x Tuấn Trần (2) Liên Bỉnh Phát (2) Mạc Văn Khoa (4) | Thiên Phú    | | [ 26 ] |
| 12  | 5 tháng 8 năm 2022  | Khánh Tiên             | Diễm My 9x Tuấn Trần (2) Liên Bỉnh Phát (2) Mạc Văn Khoa (4) | Thừa Anh     | | [ 26 ] |
| 12  | 5 tháng 8 năm 2022  | Khánh Tiên             | Diễm My 9x Tuấn Trần (2) Liên Bỉnh Phát (2) Mạc Văn Khoa (4) | Trụ Nguyễn   | | [ 26 ] |
| 12  | 5 tháng 8 năm 2022  | Khánh Tiên             | Diễm My 9x Tuấn Trần (2) Liên Bỉnh Phát (2) Mạc Văn Khoa (4) | Duy Long     | | [ 26 ] |
| 13  | 12 tháng 8 năm 2022 | Lý Nhã Kỳ (Thanh Nhàn) | Minh Tú Hồng Ngọc Matoom (3) Song Luân (2)                   | Hoàng Việt   | - Đây là tập đặc biệt của Người ấy là ai mùa 4. - Lần đầu tiên nữ chính không bước ra từ cánh cửa sân khấu mà xuất hiện từ ghế cố vấn của chương trình. Trấn Thành cũng không hề được Ban tổ chức cho biết điều này. | [ 27 ] |
| 13  | 12 tháng 8 năm 2022 | Lý Nhã Kỳ (Thanh Nhàn) | Minh Tú Hồng Ngọc Matoom (3) Song Luân (2)                   | Thái Khoa    | - Đây là tập đặc biệt của Người ấy là ai mùa 4. - Lần đầu tiên nữ chính không bước ra từ cánh cửa sân khấu mà xuất hiện từ ghế cố vấn của chương trình. Trấn Thành cũng không hề được Ban tổ chức cho biết điều này. | [ 27 ] |
| 13  | 12 tháng 8 năm 2022 | Lý Nhã Kỳ (Thanh Nhàn) | Minh Tú Hồng Ngọc Matoom (3) Song Luân (2)                   | Hoàng Sơn    | - Đây là tập đặc biệt của Người ấy là ai mùa 4. - Lần đầu tiên nữ chính không bước ra từ cánh cửa sân khấu mà xuất hiện từ ghế cố vấn của chương trình. Trấn Thành cũng không hề được Ban tổ chức cho biết điều này. | [ 27 ] |
| 13  | 12 tháng 8 năm 2022 | Lý Nhã Kỳ (Thanh Nhàn) | Minh Tú Hồng Ngọc Matoom (3) Song Luân (2)                   | Tom          | - Đây là tập đặc biệt của Người ấy là ai mùa 4. - Lần đầu tiên nữ chính không bước ra từ cánh cửa sân khấu mà xuất hiện từ ghế cố vấn của chương trình. Trấn Thành cũng không hề được Ban tổ chức cho biết điều này. | [ 27 ] |
| 13  | 12 tháng 8 năm 2022 | Lý Nhã Kỳ (Thanh Nhàn) | Minh Tú Hồng Ngọc Matoom (3) Song Luân (2)                   | Jin Ho       | - Đây là tập đặc biệt của Người ấy là ai mùa 4. - Lần đầu tiên nữ chính không bước ra từ cánh cửa sân khấu mà xuất hiện từ ghế cố vấn của chương trình. Trấn Thành cũng không hề được Ban tổ chức cho biết điều này. | [ 27 ] |
| 14  | 19 tháng 8 năm 2022 | Hồng Thái              | Minh Tú Ngô Kiến Huy (3) Gil Lê (4) Matoom (4)               | Thìn Bùi     | - Đây là tập đặc biệt, tập độc bản và cũng là tập cuối cùng của Người ấy là ai mùa 4. - Đây là tập đầu tiên của Người ấy là ai có nam chính và 5 cô gái.                                                             | [ 28 ] |
| 14  | 19 tháng 8 năm 2022 | Hồng Thái              | Minh Tú Ngô Kiến Huy (3) Gil Lê (4) Matoom (4)               | Anh Thư      | - Đây là tập đặc biệt, tập độc bản và cũng là tập cuối cùng của Người ấy là ai mùa 4. - Đây là tập đầu tiên của Người ấy là ai có nam chính và 5 cô gái.                                                             | [ 28 ] |
| 14  | 19 tháng 8 năm 2022 | Hồng Thái              | Minh Tú Ngô Kiến Huy (3) Gil Lê (4) Matoom (4)               | Uyển Chi     | - Đây là tập đặc biệt, tập độc bản và cũng là tập cuối cùng của Người ấy là ai mùa 4. - Đây là tập đầu tiên của Người ấy là ai có nam chính và 5 cô gái.                                                             | [ 28 ] |
| 14  | 19 tháng 8 năm 2022 | Hồng Thái              | Minh Tú Ngô Kiến Huy (3) Gil Lê (4) Matoom (4)               | Vy Thỏ       | - Đây là tập đặc biệt, tập độc bản và cũng là tập cuối cùng của Người ấy là ai mùa 4. - Đây là tập đầu tiên của Người ấy là ai có nam chính và 5 cô gái.                                                             | [ 28 ] |
| 14  | 19 tháng 8 năm 2022 | Hồng Thái              | Minh Tú Ngô Kiến Huy (3) Gil Lê (4) Matoom (4)               | Minh Minh    | - Đây là tập đặc biệt, tập độc bản và cũng là tập cuối cùng của Người ấy là ai mùa 4. - Đây là tập đầu tiên của Người ấy là ai có nam chính và 5 cô gái.                                                             | [ 28 ] |

## Đón nhận
Vốn được coi là chương trình hẹn hò hot bậc nhất trên sóng truyền hình, Người ấy là ai sau 2 tháng phát sóng vẫn thu hút được lượng khán giả nhất định, các tập ghi hình luôn nằm trong top thịnh hành YouTube. Điển hình như tập 9 lên sóng vào ngày 15 tháng 7 có nhiều điểm sáng giúp chương trình lấy lại phong độ và được khán giả khen ngợi như sự tương tác ăn ý giữa nữ chính và khách mời cũng như câu chuyện "mẹ đơn thân" cảm động của Hòa Minzy. MC Trấn Thành cũng là một nhân vật được nhiều khán giả biết tới thông qua chương trình với những câu nói truyền cảm hứng xuất phát từ trải nghiệm của bản thân mình như là lời khuyên chân thành đối với các nhân vật chính trong chương trình.

### Thống kê
Người ấy là ai mùa 4 khởi đầu không được tốt khi tập 1 sau 5 ngày công chiếu chỉ đạt hơn 3 triệu lượt xem và lọt top 5 trending YouTube, khá thấp so với các mùa trước (trung bình 10 triệu lượt xem mỗi tập). Tuy vậy, tập 2 với sự góp mặt của Matoom và Hari Won đã mang đến không khí tươi mới cho chương trình, giúp cho chương trình đạt được top 1 trending YouTube chỉ sau 19 giờ công chiếu.
Tập đặc biệt của Người ấy là ai có nữ chính Lý Nhã Kỳ tại thời điểm công chiếu trên YouTube, chương trình thu hút gần 200,000 người xem cùng lúc, và trên ứng dụng VieON, lượt xem đã cán mốc hơn 35,000 lượt. Bản phát sóng trên YouTube cũng đã đạt vị trí top 1 thịnh hành chỉ sau 17 giờ công chiếu. Phần đông khán giả đều dành lời khen ngợi cho cái kết đầy hạnh phúc và những cảm xúc tích cực mà chương trình mang đến. Đây là một thành tích cực ấn tượng đối với một chương trình truyền hình đã đi đến những tập cuối cùng của mùa 4. Không dừng lại ở đó, tập độc bản - cũng là tập cuối của Người ấy là ai mùa 4 đã nhanh chóng lọt vào Top 2 thịnh hành YouTube sau chưa đầy 24 giờ công chiếu, chỉ sau MV "Pink Venom" của Blackpink. Điều này cho thấy sự ủng hộ của khán giả dành cho chương trình, đặc biệt là dành cho Hồng Thái - nam chính đầu tiên của chương trình. Tính đến hết ngày 20 tháng 8, tập độc bản có hơn 2,9 triệu lượt xem, hơn 53 nghìn lượt thích, và hàng ngàn lời bình luận dành sự quan tâm đến từ phía người xem. Vì là tập cuối khép lại mùa thứ tư của chương trình, bên dưới phần bình luận cũng có không ít khán giả bày tỏ sự tiếc nuối và đón chờ một mùa mới sớm quay trở lại.

## Tranh cãi

### Về sự thay đổi của cố vấn cố định
Ngay từ khi chương trình tung trailer đầu tiên cho mùa 4, sự xuất hiện của Minh Tú thay cho Hương Giang khiến cho mạng xã hội tranh cãi gay gắt. Bên cạnh những người trông chờ sự mới mẻ từ cố vấn Minh Tú, nhiều khán giả chê bai, nói "không có Hương Giang thì 'linh hồn' của chương trình đã mất". Thậm chí có nhiều người còn phản ứng mạnh, yêu cầu Hương Giang quay lại, nếu không sẽ "tắt TV" và tẩy chay chương trình. Trước đó, khi tin đồn Minh Tú sẽ thay Hương Giang làm cố vấn cố định ở mùa này, mạng xã hội đã nổ ra tranh cãi. Theo nhiều khán giả, vai trò cố vấn cố định của Hương Giang trong chương trình để lại nhiều dấu ấn và khó có thể thay thế, dù cô từng vướng vào ồn ào "nói đạo lý trên sóng truyền hình".

### Tranh cãi xoay quanh Thùy Tiên
—Nguyễn Phương Mai, chia sẻ với báo Trí Thức Trẻ.
Ở tập 9, Thuỳ Tiên tham dự chương trình với vai trò cố vấn khách mời cho nữ chính. Trong phần giới thiệu tại chương trình, cô bày tỏ sự yêu thích đối với bé Bo - con trai Hoà Minzy và còn nhận đàn chị là "mẹ chồng". Ở clip hậu trường của chương trình, Thuỳ Tiên có màn gặp gỡ và hôn con trai Hoà Minzy. Hành động này của cô vô tình trở thành đề tài gây tranh cãi. Chia sẻ về tình huống gây tranh cãi này, giáo sư - tiến sĩ Nguyễn Phương Mai cho rằng, khi mà con trai Hoà Minzy không đồng thuận với việc được Thuỳ Tiên ôm hôn, việc cố tình hôn bé là việc làm không tôn trọng và không khiến trẻ nhỏ có cảm giác được yêu thương. Phía nhà sản xuất đã gỡ bỏ clip hậu trường này vì họ không muốn khán giả có những hiểu lầm đáng tiếc. Trong khi đó, đại diện của Thùy Tiên cho biết cô sẽ không đưa ra quan điểm của mình.

### Khác
Sau khi tập 5 của chương trình lên sóng, Duy Minh đã bị cộng động mạng tố rằng anh có quá khứ không mấy tốt đẹp và đã nói dối trên sóng truyền hình. Duy Minh bị tố rằng đã bắt cá nhiều tay, yêu hai cô gái cùng một lúc. Ngoài ra, anh còn bị tố gia trưởng, kiệt sỉ và vô tâm với bạn gái. Một tuần sau, anh đã lên tiếng về sự việc và gửi lời xin lỗi. Anh thừa nhận đã từng sai trong chuyện tình cảm và khẳng định đó đều là quá khứ.
Ở tập 10 lên sóng ngày 22 tháng 7, nữ chính Hồng Nhung đã công khai mình là một người bisexual. Việc cô công khai giới tính bản thân đã dấy lên nhiều tranh cãi. Dưới phần bình luận trong teaser của chương trình, nhiều khán giả tỏ ra khá bất mãn với điều này. Một số khán giả cho rằng việc cô thành đôi với Vũ Phương là dàn dựng câu view. Sau khi nhận về nhiều bình luận không thiện chí, Hồng Nhung đã đưa ra quan điểm của mình nhằm đáp trả cách nhìn sai lệch về mình và những người khác trong cộng đồng bisexual.